# AM 1316-241
AM 1316-241 (también conocida como ESO 508-45) es un par de galaxias interactuantes ubicadas aproximadamente a 437 millones de años luz de distancia en la constelación de Hidra. AM 1316-241 consiste en una galaxia espiral y una galaxia elíptica. La luz de la galaxia de fondo está parcialmente oscurecida por franjas de polvo y filamentos de la galaxia espiral del primer plano. La imagen obtenida por el Hubble reveló con todo detalle el polvo encerrado en brazos espirales dentro de los grumos irregulares